# Okręg wyborczy nr 36 do Sejmu Rzeczypospolitej Polskiej
Okręg wyborczy nr 36 do Sejmu Rzeczypospolitej Polskiej obejmuje miast na prawach powiatu Kalisza i Leszna oraz powiatów gostyńskiego, jarocińskiego, kaliskiego, kępińskiego, kościańskiego, krotoszyńskiego, leszczyńskiego, ostrowskiego, ostrzeszowskiego, pleszewskiego i rawickiego (województwo wielkopolskie). W obecnym kształcie został utworzony w 2001. Wybieranych jest w nim 12 posłów w systemie proporcjonalnym.
Siedzibą okręgowej komisji wyborczej jest Kalisz.

## Wyniki wyborów
| Podział 12 mandatów: SLD–UP: 6 Samoobrona: 2 PSL: 2 PO: 1 LPR: 1 |

| Podział 12 mandatów: SLD: 2 Samoobrona: 2 PSL: 1 PO: 3 PiS: 3 LPR: 1 |

| Podział 12 mandatów: LiD: 2 PSL: 2 PO: 5 PiS: 3 |

| Podział 12 mandatów: SLD: 1 RP: 1 PSL: 2 PO: 5 PiS: 3 |

| Podział 12 mandatów: PSL: 1 NRP: 1 K’15: 1 PO: 4 PiS: 5 |

| Podział 12 mandatów: SLD: 2 KO: 3 PSL: 1 PiS: 6 |

| Podział 12 mandatów: NL: 1 KO: 4 TD: 2 PiS: 5 |

## Reprezentanci okręgu
| Sejm | Rok  | Poseł KW         | Poseł KW                              | Poseł KW       | Poseł KW                          | Poseł KW                          | Poseł KW            | Poseł KW                             | Poseł KW                            | Poseł KW          | Poseł KW                       | Poseł KW                        | Poseł KW               | Poseł KW        | Poseł KW            | Poseł KW       | Poseł KW           | Poseł KW       | Poseł KW                      | Poseł KW | Poseł KW          | Poseł KW | Poseł KW                 | Poseł KW | Poseł KW     |
| ---- | ---- | ---------------- | ------------------------------------- | -------------- | --------------------------------- | --------------------------------- | ------------------- | ------------------------------------ | ----------------------------------- | ----------------- | ------------------------------ | ------------------------------- | ---------------------- | --------------- | ------------------- | -------------- | ------------------ | -------------- | ----------------------------- | -------- | ----------------- | -------- | ------------------------ | -------- | ------------ |
| IV   | 2001 |                  | M. Wagner SLD–UP                      |                | G. Woźny SLD–UP (2001) SLD (2005) |                                   | R. Szynalska SLD–UP |                                      | W. Tomczak LPR                      |                   | R. Hayn SLD–UP                 |                                 | J. Skutecki Samoobrona |                 | A. Wojtyła PO       |                | J. Gruszka PSL     |                | T. Myler SLD–UP               |          | M. Janicki SLD–UP |          | T. Wojtkowiak Samoobrona |          | A. Grzyb PSL |
| IV   | 2004 | E. Ratajczak LPR | M. Wagner SLD–UP                      |                | G. Woźny SLD–UP (2001) SLD (2005) |                                   | R. Szynalska SLD–UP |                                      |                                     |                   | R. Hayn SLD–UP                 |                                 | J. Skutecki Samoobrona |                 | A. Wojtyła PO       |                | J. Gruszka PSL     |                | T. Myler SLD–UP               |          | M. Janicki SLD–UP |          | T. Wojtkowiak Samoobrona |          | A. Grzyb PSL |
| V    | 2005 | E. Ratajczak LPR |                                       | W. Ziemniak PO | G. Woźny SLD–UP (2001) SLD (2005) |                                   | W. Czarnecki PiS    | W. Szczepański SLD (2005) LiD (2007) | T. Dębicki Samoobrona               | R. Grupiński PO   |                                | A. Dera PiS                     |                        | J. Urbaniak PO  |                     | A. Rogacki PiS | B. Ptak Samoobrona |                |                               |          |                   |          |                          |          | A. Grzyb PSL |
| VI   | 2007 |                  | L. Aleksandrzak LiD (2007) SLD (2011) | W. Ziemniak PO | J. Dziedziczak PiS                |                                   | M. Orzechowski PO   | W. Szczepański SLD (2005) LiD (2007) |                                     | R. Grupiński PO   |                                | A. Dera PiS                     | W. Sitarz PO           | J. Urbaniak PO  |                     | A. Rogacki PiS | J. Racki PSL       |                |                               |          |                   |          |                          |          | A. Grzyb PSL |
| VI   | 2009 | P. Walkowski PSL | L. Aleksandrzak LiD (2007) SLD (2011) | W. Ziemniak PO | J. Dziedziczak PiS                |                                   | M. Orzechowski PO   | W. Szczepański SLD (2005) LiD (2007) |                                     | R. Grupiński PO   |                                | A. Dera PiS                     | W. Sitarz PO           | J. Urbaniak PO  |                     | A. Rogacki PiS | J. Racki PSL       |                |                               |          |                   |          |                          |          |              |
| VI   | 2010 | P. Walkowski PSL | L. Aleksandrzak LiD (2007) SLD (2011) | W. Ziemniak PO | J. Dziedziczak PiS                | Ł. Borowiak PO                    | M. Orzechowski PO   | W. Szczepański SLD (2005) LiD (2007) |                                     | R. Grupiński PO   |                                | A. Dera PiS                     | W. Sitarz PO           |                 |                     | A. Rogacki PiS | J. Racki PSL       |                |                               |          |                   |          |                          |          |              |
| VII  | 2011 | P. Walkowski PSL | L. Aleksandrzak LiD (2007) SLD (2011) | W. Ziemniak PO | J. Dziedziczak PiS                | Ł. Borowiak PO                    | M. Orzechowski PO   |                                      |                                     | K. Kłosowski RP   | M. Witczak PO (2011) KO (2019) | A. Dera PiS                     | M. Adamczak PO         |                 |                     | A. Rogacki PiS | J. Racki PSL       |                |                               |          |                   |          |                          |          |              |
| VII  | 2014 | P. Walkowski PSL | L. Aleksandrzak LiD (2007) SLD (2011) | W. Ziemniak PO | J. Dziedziczak PiS                | P. Krysztofiak PO                 | M. Orzechowski PO   | B. Henczyca PO                       |                                     | K. Kłosowski RP   | M. Witczak PO (2011) KO (2019) | A. Dera PiS                     |                        |                 |                     | A. Rogacki PiS | J. Racki PSL       |                |                               |          |                   |          |                          |          |              |
| VIII | 2015 |                  | A. Szłapka .N                         | W. Ziemniak PO | J. Dziedziczak PiS                |                                   | J. Lichocka PiS     | B. Henczyca PO                       |                                     | J. Kozłowski K’15 | M. Witczak PO (2011) KO (2019) | J. Urbaniak PO (2015) KO (2019) | T. Ławniczak PiS       | J. Mosiński PiS | A. Możdżanowska PSL |                | P. Kaleta PiS      |                |                               |          |                   |          |                          |          |              |
| VIII | 2019 | P. Walkowski PSL | A. Szłapka .N                         | W. Ziemniak PO | J. Dziedziczak PiS                |                                   | J. Lichocka PiS     | B. Henczyca PO                       |                                     | J. Kozłowski K’15 | M. Witczak PO (2011) KO (2019) | J. Urbaniak PO (2015) KO (2019) | T. Ławniczak PiS       | J. Mosiński PiS |                     |                | P. Kaleta PiS      |                |                               |          |                   |          |                          |          |              |
| IX   | 2019 |                  | M. Maląg PiS                          |                | J. Dziedziczak PiS                | K. Pawliczak SLD (2019) KO (2023) | K. Sójka PiS        |                                      | W. Szczepański SLD (2019) NL (2023) |                   | M. Witczak PO (2011) KO (2019) | J. Urbaniak PO (2015) KO (2019) | T. Ławniczak PiS       | J. Mosiński PiS |                     |                | P. Kaleta PiS      | G. Rusiecki KO | A. Grzyb PSL (2019) TD (2023) |          |                   |          |                          |          |              |
| X    | 2023 |                  | M. Maląg PiS                          |                | J. Dziedziczak PiS                | K. Pawliczak SLD (2019) KO (2023) | K. Sójka PiS        |                                      | W. Szczepański SLD (2019) NL (2023) | B. Oliwiecka TD   | M. Witczak PO (2011) KO (2019) | J. Urbaniak PO (2015) KO (2019) |                        | J. Mosiński PiS |                     |                | P. Kaleta PiS      | G. Rusiecki KO | A. Grzyb PSL (2019) TD (2023) |          |                   |          |                          |          |              |
| X    | 2024 | L. Czechak PiS   | A. Łuczak KO                          |                | J. Dziedziczak PiS                | K. Pawliczak SLD (2019) KO (2023) | K. Sójka PiS        |                                      | W. Szczepański SLD (2019) NL (2023) | B. Oliwiecka TD   | M. Witczak PO (2011) KO (2019) | J. Urbaniak PO (2015) KO (2019) |                        | J. Mosiński PiS |                     |                | P. Kaleta PiS      |                | A. Grzyb PSL (2019) TD (2023) |          |                   |          |                          |          |              |

### Wybory parlamentarne 2001
| Komitet wyborczy                                      | Komitet wyborczy                              | Głosów  | %     | Mandaty | Wybrani posłowie                                                                            |
| ----------------------------------------------------- | --------------------------------------------- | ------- | ----- | ------- | ------------------------------------------------------------------------------------------- |
|                                                       | KKW Sojusz Lewicy Demokratycznej – Unia Pracy | 165 096 | 47,31 | 6       | Marek Wagner, Grzegorz Woźny, Renata Szynalska, Ryszard Hayn, Tadeusz Myler, Marian Janicki |
|                                                       | Samoobrona Rzeczpospolitej Polskiej           | 44 565  | 12,77 | 2       | Józef Skutecki, Tadeusz Wojtkowiak                                                          |
|                                                       | Polskie Stronnictwo Ludowe                    | 41 882  | 12,00 | 2       | Józef Gruszka, Andrzej Grzyb                                                                |
|                                                       | KWW Platforma Obywatelska                     | 35 452  | 10,16 | 1       | Andrzej Wojtyła                                                                             |
|                                                       | Liga Polskich Rodzin                          | 26 132  | 7,49  | 1       | Witold Tomczak, Elżbieta Ratajczak                                                          |
|                                                       | Prawo i Sprawiedliwość                        | 14 159  | 4,06  | –       |                                                                                             |
|                                                       | KKW Akcja Wyborcza Solidarność Prawicy        | 13 089  | 3,75  | –       |                                                                                             |
|                                                       | Unia Wolności                                 | 6722    | 1,93  | –       |                                                                                             |
|                                                       | Alternatywa Ruch Społeczny                    | 1261    | 0,36  | –       |                                                                                             |
|                                                       | Polska Unia Gospodarcza                       | 625     | 0,18  | –       |                                                                                             |
| Frekwencja: 49,99% Źródło: Państwowa Komisja Wyborcza |                                               |         |       |         |                                                                                             |

Poniższa tabela przedstawia podział mandatów dla komitetów wyborczych na podstawie uzyskanych głosów, a następnie obliczonych ilorazów wyborczych na podstawie zmodyfikowanej metody Sainte-Laguë.
| Podział mandatów dla komitetów wyborczych na podstawie zmodyfikowanej metody Sainte-Laguë | Podział mandatów dla komitetów wyborczych na podstawie zmodyfikowanej metody Sainte-Laguë | Podział mandatów dla komitetów wyborczych na podstawie zmodyfikowanej metody Sainte-Laguë | Podział mandatów dla komitetów wyborczych na podstawie zmodyfikowanej metody Sainte-Laguë | Podział mandatów dla komitetów wyborczych na podstawie zmodyfikowanej metody Sainte-Laguë | Podział mandatów dla komitetów wyborczych na podstawie zmodyfikowanej metody Sainte-Laguë | Podział mandatów dla komitetów wyborczych na podstawie zmodyfikowanej metody Sainte-Laguë | Podział mandatów dla komitetów wyborczych na podstawie zmodyfikowanej metody Sainte-Laguë | Podział mandatów dla komitetów wyborczych na podstawie zmodyfikowanej metody Sainte-Laguë | Podział mandatów dla komitetów wyborczych na podstawie zmodyfikowanej metody Sainte-Laguë | Podział mandatów dla komitetów wyborczych na podstawie zmodyfikowanej metody Sainte-Laguë | Podział mandatów dla komitetów wyborczych na podstawie zmodyfikowanej metody Sainte-Laguë | Podział mandatów dla komitetów wyborczych na podstawie zmodyfikowanej metody Sainte-Laguë | Podział mandatów dla komitetów wyborczych na podstawie zmodyfikowanej metody Sainte-Laguë |
| Komitet wyborczy                                                                          | Komitet wyborczy                                                                          | Liczba głosów                                                                             | Iloraz wyborczy                                                                           | Iloraz wyborczy                                                                           | Iloraz wyborczy                                                                           | Iloraz wyborczy                                                                           | Iloraz wyborczy                                                                           | Iloraz wyborczy                                                                           | Iloraz wyborczy                                                                           | Iloraz wyborczy                                                                           | Iloraz wyborczy                                                                           | Mandaty                                                                                   | TP                                                                                        |
| Komitet wyborczy                                                                          | Komitet wyborczy                                                                          | Liczba głosów                                                                             | /1,4                                                                                      | /3                                                                                        | /5                                                                                        | /7                                                                                        | /9                                                                                        | /11                                                                                       | /13                                                                                       | ...                                                                                       | /23                                                                                       | Mandaty                                                                                   | TP                                                                                        |
| ----------------------------------------------------------------------------------------- | ----------------------------------------------------------------------------------------- | ----------------------------------------------------------------------------------------- | ----------------------------------------------------------------------------------------- | ----------------------------------------------------------------------------------------- | ----------------------------------------------------------------------------------------- | ----------------------------------------------------------------------------------------- | ----------------------------------------------------------------------------------------- | ----------------------------------------------------------------------------------------- | ----------------------------------------------------------------------------------------- | ----------------------------------------------------------------------------------------- | ----------------------------------------------------------------------------------------- | ----------------------------------------------------------------------------------------- | ----------------------------------------------------------------------------------------- |
|                                                                                           | KKW Sojusz Lewicy Demokratycznej – Unia Pracy                                             | 165 096                                                                                   | 117 926                                                                                   | 55 032                                                                                    | 33 019                                                                                    | 23 585                                                                                    | 18 344                                                                                    | 15 009                                                                                    | 12 700                                                                                    | ...                                                                                       | 7178                                                                                      | 6                                                                                         | 6,05                                                                                      |
|                                                                                           | Samoobrona Rzeczpospolitej Polskiej                                                       | 44 565                                                                                    | 31 832                                                                                    | 14 855                                                                                    | 8913                                                                                      | 6366                                                                                      | 4952                                                                                      | 4051                                                                                      | 3428                                                                                      | ...                                                                                       | 1938                                                                                      | 2                                                                                         | 1,63                                                                                      |
|                                                                                           | Polskie Stronnictwo Ludowe                                                                | 41 882                                                                                    | 29 916                                                                                    | 13 961                                                                                    | 8376                                                                                      | 5983                                                                                      | 4654                                                                                      | 3807                                                                                      | 3222                                                                                      | ...                                                                                       | 1821                                                                                      | 2                                                                                         | 1,54                                                                                      |
|                                                                                           | KWW Platforma Obywatelska                                                                 | 35 452                                                                                    | 25 323                                                                                    | 11 817                                                                                    | 7090                                                                                      | 5065                                                                                      | 3939                                                                                      | 3223                                                                                      | 2727                                                                                      | ...                                                                                       | 1541                                                                                      | 1                                                                                         | 1,30                                                                                      |
|                                                                                           | Liga Polskich Rodzin                                                                      | 26 132                                                                                    | 18 666                                                                                    | 8711                                                                                      | 5226                                                                                      | 3733                                                                                      | 2904                                                                                      | 2376                                                                                      | 2010                                                                                      | ...                                                                                       | 1136                                                                                      | 1                                                                                         | 0,96                                                                                      |
|                                                                                           | Prawo i Sprawiedliwość                                                                    | 14 159                                                                                    | 10 114                                                                                    | 4720                                                                                      | 2832                                                                                      | 2023                                                                                      | 1573                                                                                      | 1287                                                                                      | 1089                                                                                      | ...                                                                                       | 616                                                                                       | 0                                                                                         | 0,52                                                                                      |
| Ogółem                                                                                    | Ogółem                                                                                    | 327 286                                                                                   | —                                                                                         | —                                                                                         | —                                                                                         | —                                                                                         | —                                                                                         | —                                                                                         | —                                                                                         | —                                                                                         | —                                                                                         | 12                                                                                        | 12                                                                                        |

### Wybory parlamentarne 2005
| Komitet wyborczy                                      | Komitet wyborczy                      | Głosów | %     | Mandaty | Wybrani posłowie                                      |
| ----------------------------------------------------- | ------------------------------------- | ------ | ----- | ------- | ----------------------------------------------------- |
|                                                       | Platforma Obywatelska RP              | 61 255 | 21,72 | 3       | Wojciech Ziemniak, Rafał Grupiński, Jarosław Urbaniak |
|                                                       | Prawo i Sprawiedliwość                | 56 771 | 20,13 | 3       | Witold Czarnecki, Andrzej Dera, Adam Rogacki          |
|                                                       | Samoobrona Rzeczpospolitej Polskiej   | 46 683 | 16,55 | 2       | Tadeusz Dębicki, Bernard Ptak                         |
|                                                       | Sojusz Lewicy Demokratycznej          | 36 731 | 13,02 | 2       | Grzegorz Woźny, Wiesław Szczepański                   |
|                                                       | Polskie Stronnictwo Ludowe            | 30 967 | 10,98 | 1       | Andrzej Grzyb                                         |
|                                                       | Liga Polskich Rodzin                  | 21 060 | 7,47  | 1       | Elżbieta Ratajczak                                    |
|                                                       | Socjaldemokracja Polska               | 12 941 | 4,59  | –       |                                                       |
|                                                       | Platforma Janusza Korwin-Mikke        | 3983   | 1,41  | –       |                                                       |
|                                                       | Partia Demokratyczna – demokraci.pl   | 3921   | 1,39  | –       |                                                       |
|                                                       | Ruch Patriotyczny                     | 3279   | 1,16  | –       |                                                       |
|                                                       | Polska Partia Pracy                   | 1790   | 0,63  | –       |                                                       |
|                                                       | Centrum                               | 869    | 0,31  | –       |                                                       |
|                                                       | Polska Konfederacja – Godność i Praca | 662    | 0,23  | –       |                                                       |
|                                                       | Polska Partia Narodowa                | 608    | 0,22  | –       |                                                       |
|                                                       | Inicjatywa RP                         | 561    | 0,20  | –       |                                                       |
| Frekwencja: 38,53% Źródło: Państwowa Komisja Wyborcza |                                       |        |       |         |                                                       |

Poniższa tabela przedstawia podział mandatów dla komitetów wyborczych na podstawie uzyskanych głosów, a następnie obliczonych ilorazów wyborczych na podstawie metody D’Hondta.
| Podział mandatów dla komitetów wyborczych na podstawie metody D’Hondta | Podział mandatów dla komitetów wyborczych na podstawie metody D’Hondta | Podział mandatów dla komitetów wyborczych na podstawie metody D’Hondta | Podział mandatów dla komitetów wyborczych na podstawie metody D’Hondta | Podział mandatów dla komitetów wyborczych na podstawie metody D’Hondta | Podział mandatów dla komitetów wyborczych na podstawie metody D’Hondta | Podział mandatów dla komitetów wyborczych na podstawie metody D’Hondta | Podział mandatów dla komitetów wyborczych na podstawie metody D’Hondta | Podział mandatów dla komitetów wyborczych na podstawie metody D’Hondta | Podział mandatów dla komitetów wyborczych na podstawie metody D’Hondta | Podział mandatów dla komitetów wyborczych na podstawie metody D’Hondta |
| Komitet wyborczy                                                       | Komitet wyborczy                                                       | Liczba głosów                                                          | Iloraz wyborczy                                                        | Iloraz wyborczy                                                        | Iloraz wyborczy                                                        | Iloraz wyborczy                                                        | Iloraz wyborczy                                                        | Iloraz wyborczy                                                        | Mandaty                                                                | TP                                                                     |
| Komitet wyborczy                                                       | Komitet wyborczy                                                       | Liczba głosów                                                          | /1                                                                     | /2                                                                     | /3                                                                     | /4                                                                     | ...                                                                    | /12                                                                    | Mandaty                                                                | TP                                                                     |
| ---------------------------------------------------------------------- | ---------------------------------------------------------------------- | ---------------------------------------------------------------------- | ---------------------------------------------------------------------- | ---------------------------------------------------------------------- | ---------------------------------------------------------------------- | ---------------------------------------------------------------------- | ---------------------------------------------------------------------- | ---------------------------------------------------------------------- | ---------------------------------------------------------------------- | ---------------------------------------------------------------------- |
|                                                                        | Platforma Obywatelska RP                                               | 61 255                                                                 | 61 255                                                                 | 30 628                                                                 | 20 418                                                                 | 15 314                                                                 | ...                                                                    | 5105                                                                   | 3                                                                      | 2,90                                                                   |
|                                                                        | Prawo i Sprawiedliwość                                                 | 56 771                                                                 | 56 771                                                                 | 28 386                                                                 | 18 924                                                                 | 14 193                                                                 | ...                                                                    | 4731                                                                   | 3                                                                      | 2,69                                                                   |
|                                                                        | Samoobrona Rzeczpospolitej Polskiej                                    | 46 683                                                                 | 46 683                                                                 | 23 342                                                                 | 15 561                                                                 | 11 671                                                                 | ...                                                                    | 3890                                                                   | 2                                                                      | 2,21                                                                   |
|                                                                        | Sojusz Lewicy Demokratycznej                                           | 36 731                                                                 | 36 731                                                                 | 18 366                                                                 | 12 244                                                                 | 9183                                                                   | ...                                                                    | 3061                                                                   | 2                                                                      | 1,74                                                                   |
|                                                                        | Polskie Stronnictwo Ludowe                                             | 30 967                                                                 | 30 967                                                                 | 15 484                                                                 | 10 322                                                                 | 7742                                                                   | ...                                                                    | 2581                                                                   | 1                                                                      | 1,47                                                                   |
|                                                                        | Liga Polskich Rodzin                                                   | 21 060                                                                 | 21 060                                                                 | 10 530                                                                 | 7020                                                                   | 5265                                                                   | ...                                                                    | 1755                                                                   | 1                                                                      | 1,00                                                                   |
| Ogółem                                                                 | Ogółem                                                                 | 253 467                                                                | —                                                                      | —                                                                      | —                                                                      | —                                                                      | —                                                                      | —                                                                      | 12                                                                     | 12                                                                     |

### Wybory parlamentarne 2007
| Komitet wyborczy                                      | Komitet wyborczy                      | Głosów  | %     | Mandaty | Wybrani posłowie                                                                                          |
| ----------------------------------------------------- | ------------------------------------- | ------- | ----- | ------- | --- |
|                                                       | Platforma Obywatelska RP              | 149 053 | 38,59 | 5       | Rafał Grupiński, Wojciech Ziemniak, Jarosław Urbaniak, Maciej Orzechowski, Witold Sitarz, Łukasz Borowiak |
|                                                       | Prawo i Sprawiedliwość                | 102 266 | 26,48 | 3       | Jan Dziedziczak, Adam Rogacki, Andrzej Dera                                                               |
|                                                       | KKW Lewica i Demokraci SLD+SDPL+PD+UP | 65 221  | 16,89 | 2       | Leszek Aleksandrzak, Wiesław Szczepański                                                                  |
|                                                       | Polskie Stronnictwo Ludowe            | 51 750  | 13,40 | 2       | Andrzej Grzyb, Józef Racki, Piotr Walkowski                                                               |
|                                                       | Samoobrona Rzeczpospolitej Polskiej   | 8445    | 2,19  | –       | |
|                                                       | Liga Polskich Rodzin                  | 4847    | 1,25  | –       | |
|                                                       | Polska Partia Pracy                   | 4653    | 1,20  | –       | |
| Frekwencja: 50,91% Źródło: Państwowa Komisja Wyborcza |                                       |         |       |         | |

Poniższa tabela przedstawia podział mandatów dla komitetów wyborczych na podstawie uzyskanych głosów, a następnie obliczonych ilorazów wyborczych na podstawie metody D’Hondta.
| Podział mandatów dla komitetów wyborczych na podstawie metody D’Hondta | Podział mandatów dla komitetów wyborczych na podstawie metody D’Hondta | Podział mandatów dla komitetów wyborczych na podstawie metody D’Hondta | Podział mandatów dla komitetów wyborczych na podstawie metody D’Hondta | Podział mandatów dla komitetów wyborczych na podstawie metody D’Hondta | Podział mandatów dla komitetów wyborczych na podstawie metody D’Hondta | Podział mandatów dla komitetów wyborczych na podstawie metody D’Hondta | Podział mandatów dla komitetów wyborczych na podstawie metody D’Hondta | Podział mandatów dla komitetów wyborczych na podstawie metody D’Hondta | Podział mandatów dla komitetów wyborczych na podstawie metody D’Hondta | Podział mandatów dla komitetów wyborczych na podstawie metody D’Hondta | Podział mandatów dla komitetów wyborczych na podstawie metody D’Hondta | Podział mandatów dla komitetów wyborczych na podstawie metody D’Hondta |
| Komitet wyborczy                                                       | Komitet wyborczy                                                       | Liczba głosów                                                          | Iloraz wyborczy                                                        | Iloraz wyborczy                                                        | Iloraz wyborczy                                                        | Iloraz wyborczy                                                        | Iloraz wyborczy                                                        | Iloraz wyborczy                                                        | Iloraz wyborczy                                                        | Iloraz wyborczy                                                        | Mandaty                                                                | TP                                                                     |
| Komitet wyborczy                                                       | Komitet wyborczy                                                       | Liczba głosów                                                          | /1                                                                     | /2                                                                     | /3                                                                     | /4                                                                     | /5                                                                     | /6                                                                     | ...                                                                    | /12                                                                    | Mandaty                                                                | TP                                                                     |
| ---------------------------------------------------------------------- | ---------------------------------------------------------------------- | ---------------------------------------------------------------------- | ---------------------------------------------------------------------- | ---------------------------------------------------------------------- | ---------------------------------------------------------------------- | ---------------------------------------------------------------------- | ---------------------------------------------------------------------- | ---------------------------------------------------------------------- | ---------------------------------------------------------------------- | ---------------------------------------------------------------------- | ---------------------------------------------------------------------- | ---------------------------------------------------------------------- |
|                                                                        | Platforma Obywatelska RP                                               | 149 053                                                                | 149 053                                                                | 74 527                                                                 | 49 684                                                                 | 37 263                                                                 | 29 811                                                                 | 24 842                                                                 | ...                                                                    | 12 421                                                                 | 5                                                                      | 4,86                                                                   |
|                                                                        | Prawo i Sprawiedliwość                                                 | 102 266                                                                | 102 266                                                                | 51 133                                                                 | 34 089                                                                 | 25 567                                                                 | 20 453                                                                 | 17 044                                                                 | ...                                                                    | 8522                                                                   | 3                                                                      | 3,33                                                                   |
|                                                                        | KKW Lewica i Demokraci SLD+SDPL+PD+UP                                  | 65 221                                                                 | 65 221                                                                 | 32 611                                                                 | 21 740                                                                 | 16 305                                                                 | 13 044                                                                 | 10 870                                                                 | ...                                                                    | 5435                                                                   | 2                                                                      | 2,13                                                                   |
|                                                                        | Polskie Stronnictwo Ludowe                                             | 51 750                                                                 | 51 750                                                                 | 25 875                                                                 | 17 250                                                                 | 12 938                                                                 | 10 350                                                                 | 8625                                                                   | ...                                                                    | 4313                                                                   | 2                                                                      | 1,69                                                                   |
| Ogółem                                                                 | Ogółem                                                                 | 368 290                                                                | —                                                                      | —                                                                      | —                                                                      | —                                                                      | —                                                                      | —                                                                      | —                                                                      | —                                                                      | 12                                                                     | 12                                                                     |

### Wybory parlamentarne 2011
| Komitet wyborczy                                      | Komitet wyborczy                    | Głosów  | %     | Mandaty | Wybrani posłowie |
| ----------------------------------------------------- | ----------------------------------- | ------- | ----- | ------- | --- |
|                                                       | Platforma Obywatelska RP            | 125 596 | 37,07 | 5       | Mariusz Witczak, Małgorzata Adamczak, Maciej Orzechowski, Wojciech Ziemniak, Łukasz Borowiak, Przemysław Krysztofiak, Bożena Henczyca |
|                                                       | Prawo i Sprawiedliwość              | 82 114  | 24,24 | 3       | Andrzej Dera, Jan Dziedziczak, Adam Rogacki                                                                                           |
|                                                       | Polskie Stronnictwo Ludowe          | 43 278  | 12,77 | 2       | Piotr Walkowski, Józef Racki |
|                                                       | Sojusz Lewicy Demokratycznej        | 40 250  | 11,88 | 1       | Leszek Aleksandrzak |
|                                                       | Ruch Palikota                       | 34 367  | 10,14 | 1       | Krzysztof Kłosowski |
|                                                       | Polska Jest Najważniejsza           | 5836    | 1,72  | –       | |
|                                                       | Nowa Prawica – Janusza Korwin-Mikke | 5525    | 1,63  | –       | |
|                                                       | Polska Partia Pracy – Sierpień 80   | 1833    | 0,54  | –       | |
| Frekwencja: 45,27% Źródło: Państwowa Komisja Wyborcza |                                     |         |       |         | |

Poniższa tabela przedstawia podział mandatów dla komitetów wyborczych na podstawie uzyskanych głosów, a następnie obliczonych ilorazów wyborczych na podstawie metody D’Hondta.
| Podział mandatów dla komitetów wyborczych na podstawie metody D’Hondta | Podział mandatów dla komitetów wyborczych na podstawie metody D’Hondta | Podział mandatów dla komitetów wyborczych na podstawie metody D’Hondta | Podział mandatów dla komitetów wyborczych na podstawie metody D’Hondta | Podział mandatów dla komitetów wyborczych na podstawie metody D’Hondta | Podział mandatów dla komitetów wyborczych na podstawie metody D’Hondta | Podział mandatów dla komitetów wyborczych na podstawie metody D’Hondta | Podział mandatów dla komitetów wyborczych na podstawie metody D’Hondta | Podział mandatów dla komitetów wyborczych na podstawie metody D’Hondta | Podział mandatów dla komitetów wyborczych na podstawie metody D’Hondta | Podział mandatów dla komitetów wyborczych na podstawie metody D’Hondta | Podział mandatów dla komitetów wyborczych na podstawie metody D’Hondta | Podział mandatów dla komitetów wyborczych na podstawie metody D’Hondta |
| Komitet wyborczy                                                       | Komitet wyborczy                                                       | Liczba głosów                                                          | Iloraz wyborczy                                                        | Iloraz wyborczy                                                        | Iloraz wyborczy                                                        | Iloraz wyborczy                                                        | Iloraz wyborczy                                                        | Iloraz wyborczy                                                        | Iloraz wyborczy                                                        | Iloraz wyborczy                                                        | Mandaty                                                                | TP                                                                     |
| Komitet wyborczy                                                       | Komitet wyborczy                                                       | Liczba głosów                                                          | /1                                                                     | /2                                                                     | /3                                                                     | /4                                                                     | /5                                                                     | /6                                                                     | ...                                                                    | /12                                                                    | Mandaty                                                                | TP                                                                     |
| ---------------------------------------------------------------------- | ---------------------------------------------------------------------- | ---------------------------------------------------------------------- | ---------------------------------------------------------------------- | ---------------------------------------------------------------------- | ---------------------------------------------------------------------- | ---------------------------------------------------------------------- | ---------------------------------------------------------------------- | ---------------------------------------------------------------------- | ---------------------------------------------------------------------- | ---------------------------------------------------------------------- | ---------------------------------------------------------------------- | ---------------------------------------------------------------------- |
|                                                                        | Platforma Obywatelska RP                                               | 125 596                                                                | 125 596                                                                | 62 798                                                                 | 41 865                                                                 | 31 399                                                                 | 25 119                                                                 | 20 933                                                                 | ...                                                                    | 10 466                                                                 | 5                                                                      | 4,63                                                                   |
|                                                                        | Prawo i Sprawiedliwość                                                 | 82 114                                                                 | 82 114                                                                 | 41 057                                                                 | 27 371                                                                 | 20 529                                                                 | 16 422                                                                 | 13 686                                                                 | ...                                                                    | 6843                                                                   | 3                                                                      | 3,03                                                                   |
|                                                                        | Polskie Stronnictwo Ludowe                                             | 43 278                                                                 | 43 278                                                                 | 21 639                                                                 | 14 426                                                                 | 10 820                                                                 | 8656                                                                   | 7213                                                                   | ...                                                                    | 3607                                                                   | 2                                                                      | 1,59                                                                   |
|                                                                        | Sojusz Lewicy Demokratycznej                                           | 40 250                                                                 | 40 250                                                                 | 20 125                                                                 | 13 417                                                                 | 10 063                                                                 | 8050                                                                   | 6708                                                                   | ...                                                                    | 3354                                                                   | 1                                                                      | 1,48                                                                   |
|                                                                        | Ruch Palikota                                                          | 34 367                                                                 | 34 367                                                                 | 17 184                                                                 | 11 456                                                                 | 8592                                                                   | 6873                                                                   | 5728                                                                   | ...                                                                    | 2864                                                                   | 1                                                                      | 1,27                                                                   |
| Ogółem                                                                 | Ogółem                                                                 | 325 605                                                                | —                                                                      | —                                                                      | —                                                                      | —                                                                      | —                                                                      | —                                                                      | —                                                                      | —                                                                      | 12                                                                     | 12                                                                     |

### Wybory parlamentarne 2015
| Komitet wyborczy                                      | Komitet wyborczy                             | Głosów  | %     | Mandaty | Wybrani posłowie                                                               |
| ----------------------------------------------------- | -------------------------------------------- | ------- | ----- | ------- | ------------------------------------------------------------------------------ |
|                                                       | Prawo i Sprawiedliwość                       | 115 668 | 31,85 | 5       | Jan Dziedziczak, Joanna Lichocka, Tomasz Ławniczak, Jan Mosiński, Piotr Kaleta |
|                                                       | Platforma Obywatelska RP                     | 89 668  | 24,69 | 4       | Mariusz Witczak, Jarosław Urbaniak, Wojciech Ziemniak, Bożena Henczyca         |
|                                                       | Polskie Stronnictwo Ludowe                   | 39 874  | 10,98 | 1       | Andżelika Możdżanowska, Piotr Walkowski                                        |
|                                                       | KKW Zjednoczona Lewica SLD+TR+PPS+UP+Zieloni | 32 047  | 8,82  | –       |                                                                                |
|                                                       | KWW Kukiz’15                                 | 28 996  | 7,98  | 1       | Jerzy Kozłowski                                                                |
|                                                       | Nowoczesna Ryszarda Petru                    | 25 557  | 7,04  | 1       | Adam Szłapka                                                                   |
|                                                       | KORWiN                                       | 15 422  | 4,25  | –       |                                                                                |
|                                                       | Partia Razem                                 | 11 497  | 3,17  | –       |                                                                                |
|                                                       | KWW Zbigniewa Stonogi                        | 1982    | 0,55  | –       |                                                                                |
|                                                       | KWW JOW Bezpartyjni                          | 1973    | 0,54  | –       |                                                                                |
|                                                       | Samoobrona                                   | 500     | 0,14  | –       |                                                                                |
| Frekwencja: 47,27% Źródło: Państwowa Komisja Wyborcza |                                              |         |       |         |                                                                                |

Poniższa tabela przedstawia podział mandatów dla komitetów wyborczych na podstawie uzyskanych głosów, a następnie obliczonych ilorazów wyborczych na podstawie metody D’Hondta.
| Podział mandatów dla komitetów wyborczych na podstawie metody D’Hondta | Podział mandatów dla komitetów wyborczych na podstawie metody D’Hondta | Podział mandatów dla komitetów wyborczych na podstawie metody D’Hondta | Podział mandatów dla komitetów wyborczych na podstawie metody D’Hondta | Podział mandatów dla komitetów wyborczych na podstawie metody D’Hondta | Podział mandatów dla komitetów wyborczych na podstawie metody D’Hondta | Podział mandatów dla komitetów wyborczych na podstawie metody D’Hondta | Podział mandatów dla komitetów wyborczych na podstawie metody D’Hondta | Podział mandatów dla komitetów wyborczych na podstawie metody D’Hondta | Podział mandatów dla komitetów wyborczych na podstawie metody D’Hondta | Podział mandatów dla komitetów wyborczych na podstawie metody D’Hondta | Podział mandatów dla komitetów wyborczych na podstawie metody D’Hondta | Podział mandatów dla komitetów wyborczych na podstawie metody D’Hondta |
| Komitet wyborczy                                                       | Komitet wyborczy                                                       | Liczba głosów                                                          | Iloraz wyborczy                                                        | Iloraz wyborczy                                                        | Iloraz wyborczy                                                        | Iloraz wyborczy                                                        | Iloraz wyborczy                                                        | Iloraz wyborczy                                                        | Iloraz wyborczy                                                        | Iloraz wyborczy                                                        | Mandaty                                                                | TP                                                                     |
| Komitet wyborczy                                                       | Komitet wyborczy                                                       | Liczba głosów                                                          | /1                                                                     | /2                                                                     | /3                                                                     | /4                                                                     | /5                                                                     | /6                                                                     | ...                                                                    | /12                                                                    | Mandaty                                                                | TP                                                                     |
| ---------------------------------------------------------------------- | ---------------------------------------------------------------------- | ---------------------------------------------------------------------- | ---------------------------------------------------------------------- | ---------------------------------------------------------------------- | ---------------------------------------------------------------------- | ---------------------------------------------------------------------- | ---------------------------------------------------------------------- | ---------------------------------------------------------------------- | ---------------------------------------------------------------------- | ---------------------------------------------------------------------- | ---------------------------------------------------------------------- | ---------------------------------------------------------------------- |
|                                                                        | Prawo i Sprawiedliwość                                                 | 115 668                                                                | 115 668                                                                | 57 834                                                                 | 38 556                                                                 | 28 917                                                                 | 23 134                                                                 | 19 278                                                                 | ...                                                                    | 9639                                                                   | 5                                                                      | 4,63                                                                   |
|                                                                        | Platforma Obywatelska RP                                               | 89 668                                                                 | 89 668                                                                 | 44 834                                                                 | 29 889                                                                 | 22 417                                                                 | 17 934                                                                 | 14 945                                                                 | ...                                                                    | 7472                                                                   | 4                                                                      | 3,59                                                                   |
|                                                                        | Polskie Stronnictwo Ludowe                                             | 39 874                                                                 | 39 874                                                                 | 19 937                                                                 | 13 291                                                                 | 9969                                                                   | 7975                                                                   | 6646                                                                   | ...                                                                    | 3323                                                                   | 1                                                                      | 1,60                                                                   |
|                                                                        | KWW Kukiz’15                                                           | 28 996                                                                 | 28 996                                                                 | 14 498                                                                 | 9665                                                                   | 7249                                                                   | 5799                                                                   | 4833                                                                   | ...                                                                    | 2416                                                                   | 1                                                                      | 1,16                                                                   |
|                                                                        | Nowoczesna Ryszarda Petru                                              | 25 557                                                                 | 25 557                                                                 | 12 779                                                                 | 8519                                                                   | 6389                                                                   | 5111                                                                   | 4260                                                                   | ...                                                                    | 2130                                                                   | 1                                                                      | 1,02                                                                   |
| Ogółem                                                                 | Ogółem                                                                 | 299 763                                                                | —                                                                      | —                                                                      | —                                                                      | —                                                                      | —                                                                      | —                                                                      | —                                                                      | —                                                                      | 12                                                                     | 12                                                                     |

### Wybory parlamentarne 2019
| Komitet wyborczy                                      | Komitet wyborczy                           | Głosów  | %     | Mandaty | Wybrani posłowie                                                                              |
| ----------------------------------------------------- | ------------------------------------------ | ------- | ----- | ------- | --------------------------------------------------------------------------------------------- |
|                                                       | Prawo i Sprawiedliwość                     | 195 053 | 42,48 | 6       | Jan Dziedziczak, Marlena Maląg, Jan Mosiński, Katarzyna Sójka, Tomasz Ławniczak, Piotr Kaleta |
|                                                       | KKW Koalicja Obywatelska PO .N iPL Zieloni | 113 489 | 24,72 | 3       | Mariusz Witczak, Jarosław Urbaniak, Grzegorz Rusiecki                                         |
|                                                       | Sojusz Lewicy Demokratycznej               | 61 674  | 13,43 | 2       | Wiesław Szczepański, Karolina Pawliczak                                                       |
|                                                       | Polskie Stronnictwo Ludowe                 | 58 759  | 12,80 | 1       | Andrzej Grzyb                                                                                 |
|                                                       | Konfederacja Wolność i Niepodległość       | 30 177  | 6,57  | –       |                                                                                               |
| Frekwencja: 59,67% Źródło: Państwowa Komisja Wyborcza |                                            |         |       |         |                                                                                               |

Poniższa tabela przedstawia podział mandatów dla komitetów wyborczych na podstawie uzyskanych głosów, a następnie obliczonych ilorazów wyborczych na podstawie metody D’Hondta.
| Podział mandatów dla komitetów wyborczych na podstawie metody D’Hondta | Podział mandatów dla komitetów wyborczych na podstawie metody D’Hondta | Podział mandatów dla komitetów wyborczych na podstawie metody D’Hondta | Podział mandatów dla komitetów wyborczych na podstawie metody D’Hondta | Podział mandatów dla komitetów wyborczych na podstawie metody D’Hondta | Podział mandatów dla komitetów wyborczych na podstawie metody D’Hondta | Podział mandatów dla komitetów wyborczych na podstawie metody D’Hondta | Podział mandatów dla komitetów wyborczych na podstawie metody D’Hondta | Podział mandatów dla komitetów wyborczych na podstawie metody D’Hondta | Podział mandatów dla komitetów wyborczych na podstawie metody D’Hondta | Podział mandatów dla komitetów wyborczych na podstawie metody D’Hondta | Podział mandatów dla komitetów wyborczych na podstawie metody D’Hondta | Podział mandatów dla komitetów wyborczych na podstawie metody D’Hondta | Podział mandatów dla komitetów wyborczych na podstawie metody D’Hondta |
| Komitet wyborczy                                                       | Komitet wyborczy                                                       | Liczba głosów                                                          | Iloraz wyborczy                                                        | Iloraz wyborczy                                                        | Iloraz wyborczy                                                        | Iloraz wyborczy                                                        | Iloraz wyborczy                                                        | Iloraz wyborczy                                                        | Iloraz wyborczy                                                        | Iloraz wyborczy                                                        | Iloraz wyborczy                                                        | Mandaty                                                                | TP                                                                     |
| Komitet wyborczy                                                       | Komitet wyborczy                                                       | Liczba głosów                                                          | /1                                                                     | /2                                                                     | /3                                                                     | /4                                                                     | /5                                                                     | /6                                                                     | /7                                                                     | ...                                                                    | /12                                                                    | Mandaty                                                                | TP                                                                     |
| ---------------------------------------------------------------------- | ---------------------------------------------------------------------- | ---------------------------------------------------------------------- | ---------------------------------------------------------------------- | ---------------------------------------------------------------------- | ---------------------------------------------------------------------- | ---------------------------------------------------------------------- | ---------------------------------------------------------------------- | ---------------------------------------------------------------------- | ---------------------------------------------------------------------- | ---------------------------------------------------------------------- | ---------------------------------------------------------------------- | ---------------------------------------------------------------------- | ---------------------------------------------------------------------- |
|                                                                        | Prawo i Sprawiedliwość                                                 | 195 053                                                                | 195 053                                                                | 97 527                                                                 | 65 018                                                                 | 48 763                                                                 | 39 011                                                                 | 32 509                                                                 | 27 865                                                                 | ...                                                                    | 16 254                                                                 | 6                                                                      | 5,10                                                                   |
|                                                                        | KKW Koalicja Obywatelska PO .N iPL Zieloni                             | 113 489                                                                | 113 489                                                                | 56 745                                                                 | 37 830                                                                 | 28 372                                                                 | 22 698                                                                 | 18 915                                                                 | 16 213                                                                 | ...                                                                    | 9457                                                                   | 3                                                                      | 2,97                                                                   |
|                                                                        | Sojusz Lewicy Demokratycznej                                           | 61 674                                                                 | 61 674                                                                 | 30 837                                                                 | 20 558                                                                 | 15 419                                                                 | 12 335                                                                 | 10 279                                                                 | 8811                                                                   | ...                                                                    | 5140                                                                   | 2                                                                      | 1,61                                                                   |
|                                                                        | Polskie Stronnictwo Ludowe                                             | 58 759                                                                 | 58 759                                                                 | 29 380                                                                 | 19 586                                                                 | 14 690                                                                 | 11 752                                                                 | 9793                                                                   | 8394                                                                   | ...                                                                    | 4897                                                                   | 1                                                                      | 1,54                                                                   |
|                                                                        | Konfederacja Wolność i Niepodległość                                   | 30 177                                                                 | 30 177                                                                 | 15 089                                                                 | 10 059                                                                 | 7544                                                                   | 6035                                                                   | 5030                                                                   | 4311                                                                   | ...                                                                    | 2515                                                                   | 0                                                                      | 0,79                                                                   |
| Ogółem                                                                 | Ogółem                                                                 | 459 152                                                                | —                                                                      | —                                                                      | —                                                                      | —                                                                      | —                                                                      | —                                                                      | —                                                                      | —                                                                      | —                                                                      | 12                                                                     | 12                                                                     |

### Wybory parlamentarne 2023
| Komitet wyborczy                                      | Komitet wyborczy                                                           | Głosów  | %     | Mandaty | Wybrani posłowie                                                                           |
| ----------------------------------------------------- | -------------------------------------------------------------------------- | ------- | ----- | ------- | ------------------------------------------------------------------------------------------ |
|                                                       | Prawo i Sprawiedliwość                                                     | 194 416 | 35,85 | 5       | Marlena Maląg, Katarzyna Sójka, Piotr Kaleta, Jan Dziedziczak, Jan Mosiński, Lidia Czechak |
|                                                       | KKW Koalicja Obywatelska PO .N iPL Zieloni                                 | 154 990 | 28,58 | 4       | Jarosław Urbaniak, Grzegorz Rusiecki, Karolina Pawliczak, Mariusz Witczak, Alicja Łuczak   |
|                                                       | KKW Trzecia Droga Polska 2050 Szymona Hołowni – Polskie Stronnictwo Ludowe | 87 628  | 16,16 | 2       | Andrzej Grzyb, Barbara Oliwiecka                                                           |
|                                                       | Nowa Lewica                                                                | 46 222  | 8,52  | 1       | Wiesław Szczepański                                                                        |
|                                                       | Konfederacja Wolność i Niepodległość                                       | 37 838  | 6,98  | –       |                                                                                            |
|                                                       | Bezpartyjni Samorządowcy                                                   | 12 934  | 2,39  | –       |                                                                                            |
|                                                       | Polska Jest Jedna                                                          | 8239    | 1,52  | –       |                                                                                            |
| Frekwencja: 73,76% Źródło: Państwowa Komisja Wyborcza |                                                                            |         |       |         |                                                                                            |

Poniższa tabela przedstawia podział mandatów dla komitetów wyborczych na podstawie uzyskanych głosów, a następnie obliczonych ilorazów wyborczych na podstawie metody D’Hondta.
| Podział mandatów dla komitetów wyborczych na podstawie metody D’Hondta | Podział mandatów dla komitetów wyborczych na podstawie metody D’Hondta     | Podział mandatów dla komitetów wyborczych na podstawie metody D’Hondta | Podział mandatów dla komitetów wyborczych na podstawie metody D’Hondta | Podział mandatów dla komitetów wyborczych na podstawie metody D’Hondta | Podział mandatów dla komitetów wyborczych na podstawie metody D’Hondta | Podział mandatów dla komitetów wyborczych na podstawie metody D’Hondta | Podział mandatów dla komitetów wyborczych na podstawie metody D’Hondta | Podział mandatów dla komitetów wyborczych na podstawie metody D’Hondta | Podział mandatów dla komitetów wyborczych na podstawie metody D’Hondta | Podział mandatów dla komitetów wyborczych na podstawie metody D’Hondta | Podział mandatów dla komitetów wyborczych na podstawie metody D’Hondta | Podział mandatów dla komitetów wyborczych na podstawie metody D’Hondta |
| Komitet wyborczy                                                       | Komitet wyborczy                                                           | Liczba głosów                                                          | Iloraz wyborczy                                                        | Iloraz wyborczy                                                        | Iloraz wyborczy                                                        | Iloraz wyborczy                                                        | Iloraz wyborczy                                                        | Iloraz wyborczy                                                        | Iloraz wyborczy                                                        | Iloraz wyborczy                                                        | Mandaty                                                                | TP                                                                     |
| Komitet wyborczy                                                       | Komitet wyborczy                                                           | Liczba głosów                                                          | /1                                                                     | /2                                                                     | /3                                                                     | /4                                                                     | /5                                                                     | /6                                                                     | ...                                                                    | /12                                                                    | Mandaty                                                                | TP                                                                     |
| ---------------------------------------------------------------------- | -------------------------------------------------------------------------- | ---------------------------------------------------------------------- | ---------------------------------------------------------------------- | ---------------------------------------------------------------------- | ---------------------------------------------------------------------- | ---------------------------------------------------------------------- | ---------------------------------------------------------------------- | ---------------------------------------------------------------------- | ---------------------------------------------------------------------- | ---------------------------------------------------------------------- | ---------------------------------------------------------------------- | ---------------------------------------------------------------------- |
|                                                                        | Prawo i Sprawiedliwość                                                     | 194 416                                                                | 194 416                                                                | 97 208                                                                 | 64 805                                                                 | 48 604                                                                 | 38 883                                                                 | 32 403                                                                 | ...                                                                    | 16 201                                                                 | 5                                                                      | 4,48                                                                   |
|                                                                        | KKW Koalicja Obywatelska PO .N iPL Zieloni                                 | 154 990                                                                | 154 990                                                                | 77 495                                                                 | 51 663                                                                 | 38 748                                                                 | 30 998                                                                 | 25 832                                                                 | ...                                                                    | 12 916                                                                 | 4                                                                      | 3,57                                                                   |
|                                                                        | KKW Trzecia Droga Polska 2050 Szymona Hołowni – Polskie Stronnictwo Ludowe | 87 628                                                                 | 87 628                                                                 | 43 814                                                                 | 29 209                                                                 | 21 907                                                                 | 17 526                                                                 | 14 605                                                                 | ...                                                                    | 7302                                                                   | 2                                                                      | 2,02                                                                   |
|                                                                        | Nowa Lewica                                                                | 46 222                                                                 | 46 222                                                                 | 23 111                                                                 | 15 407                                                                 | 11 556                                                                 | 9244                                                                   | 7704                                                                   | ...                                                                    | 3852                                                                   | 1                                                                      | 1,06                                                                   |
|                                                                        | Konfederacja Wolność i Niepodległość                                       | 37 838                                                                 | 37 838                                                                 | 18 919                                                                 | 12 613                                                                 | 9460                                                                   | 7568                                                                   | 6306                                                                   | ...                                                                    | 3153                                                                   | 0                                                                      | 0,87                                                                   |
| Ogółem                                                                 | Ogółem                                                                     | 521 094                                                                | —                                                                      | —                                                                      | —                                                                      | —                                                                      | —                                                                      | —                                                                      | —                                                                      | —                                                                      | 12                                                                     | 12                                                                     |